# Spondylurus martinae
Spondylurus martinae  o eslizón de San Martín es una especie de escincomorfos de la familia Scincidae.

## Distribución geográfica
Es endémica de la isla de San Martín y la cercana isla Tintamarre (Antillas Menores).

## Estado de conservación
Se encuentra amenazada por la pérdida de su hábitat natural.